# 曾致堯
曾致堯（947年—1012年），字正臣，撫州南豐人。

## 生平
南唐元宗保大五年生。太平興國八年（983年）進士，解褐符離主簿。一年後，授興元府司錄，累遷光祿寺丞，監越州酒。大中祥符初 ,官至礼部郎中，改吏部郎中。卒赠谏议大夫、太子太师，封密国公。

## 著作
著有《仙凫羽翼》30卷、《广中台纪》80卷、《清边前要》30卷、《西陲要纪》10卷、《直言集》10卷、《为臣要纪》3卷。

## 家族
先祖曾参。
有子曾易占，孫曾巩、曾宰、曾布及曾肇。歐陽修曾应曾巩之請为其祖曾致尧神道碑。

## 延伸阅读
[在维基数据编辑]
 《宋史·卷441》，出自脱脱《宋史》